# 鱼骨木
鱼骨木（学名：[Canthium dicoccum] 错误：{{Lang}}：文本有斜体标记（帮助）），为茜草科鱼骨木属下的一个植物变种。